# 片峰茂
片峰 茂（かたみね しげる、Shigeru KATAMINE、1950年 - ）は、日本の医師、船医、医学者。学位は医学博士（東北大学大学院・1982年）。専門はウイルス学。長崎みなとメディカルセンター・理事長。長崎大学・第14代学長（2008年 - 2017年）。元国立大学協会副会長。

## 人物
長崎県長崎市船大工町に生まれる。実家は1865年創業の薬局。父は医学者として長崎大学に勤務し寄生虫等を研究。長崎大学熱帯医学研究所の2代目所長を務めた。
一人っ子だったため、親元を離れたい思いがあり、県外の高校を受験する親友の影響を受けて、ラ・サール高等学校に進学した。大学は関東か関西の理工学部への進学を希望していたが、当時の社会情勢（学生運動、東大紛争による東京大学の入試中止等）から、地元の長崎大学医学部へ進んだ。

## 略歴
1976年、長崎大学医学部卒業。長崎大学医学部附属病院（現 長崎大学病院）で研修医、その後、東京都内の都立病院に内科医として勤務した。しかし医学者としても学びたいと思うようになり、東北大学大学院医学研究科へ進学。著名なウイルス学者・石田名香雄の研究室に入る。
1982年、東北大学大学院医学研究科 博士課程修了。同年5月より長崎大学水産学部の練習船「鶴洋丸」の船医として勤務。同年10月より長崎大学医学部附属病院に勤務した。
1983年、長崎大学医学部・助手。1985年11月アメリカ国立がん研究所・国際研究員。1989年長崎大学医学部・講師、1991年同助教授、1998年同教授に昇格した。
2002年から2004年までは、長崎大学・副学長を務めた。
2008年、学長に就任。学長就任は長崎大学の歴史では最年少だった。以後、2017年、学長を退任するまで3期（9年間）、長崎大学学長としては歴代最長の任期を務めた。在任中、核兵器廃絶研究センター(RECNA)や多文化社会学部を創設した。自身の研究ではプリオンを主な研究対象とした。2014年国立大学協会副会長。日本学生支援機構運営評議会委員なども歴任。